# Seré breve al momento de morir
Seré breve al momento de morir (span. für „Ich werde mich kurz fassen, wenn ich sterbe“, internationaler englischsprachiger Titel Dying Briefly) ist ein Filmdrama von Juan Briseño. Die Premiere des Films mit Martín Saracho, Joan Kuri, Nova Coronel, Mikael Lacko und Alejandra Cárdenas in den Hauptrollen ist im Juni 2024 beim Festival Internacional de Cine en Guadalajara geplant. 

## Handlung
Sebastián wurde in eine der renommiertesten Tanzkompanien Mexikos aufgenommen. Hier lernt er Arsenio kennen, einen attraktiven Tänzer, der schnell sein Freund wird. Alles ändert sich, als Mikael, der neue Choreograf, in die Kompanie kommt. Er entfacht zwischen den Tänzern ganz bewusst einen brutalen Wettbewerb. Als Sebastián infolgedessen neuer Haupttänzer wird, arbeiten der gekränkte Arsenio, der ehemalige Haupttänzer Luciano und der Rest der Truppe einen perfiden Plan aus.

## Produktion
Regie führte Juan Briseño, der gemeinsam mit Isaac Basulto und Pamela Martínez auch das Drehbuch schrieb. Es handelt sich bei Seré breve al momento de morir um Briseños zweiten Spielfilm nach Corazón de Plata von 2023.

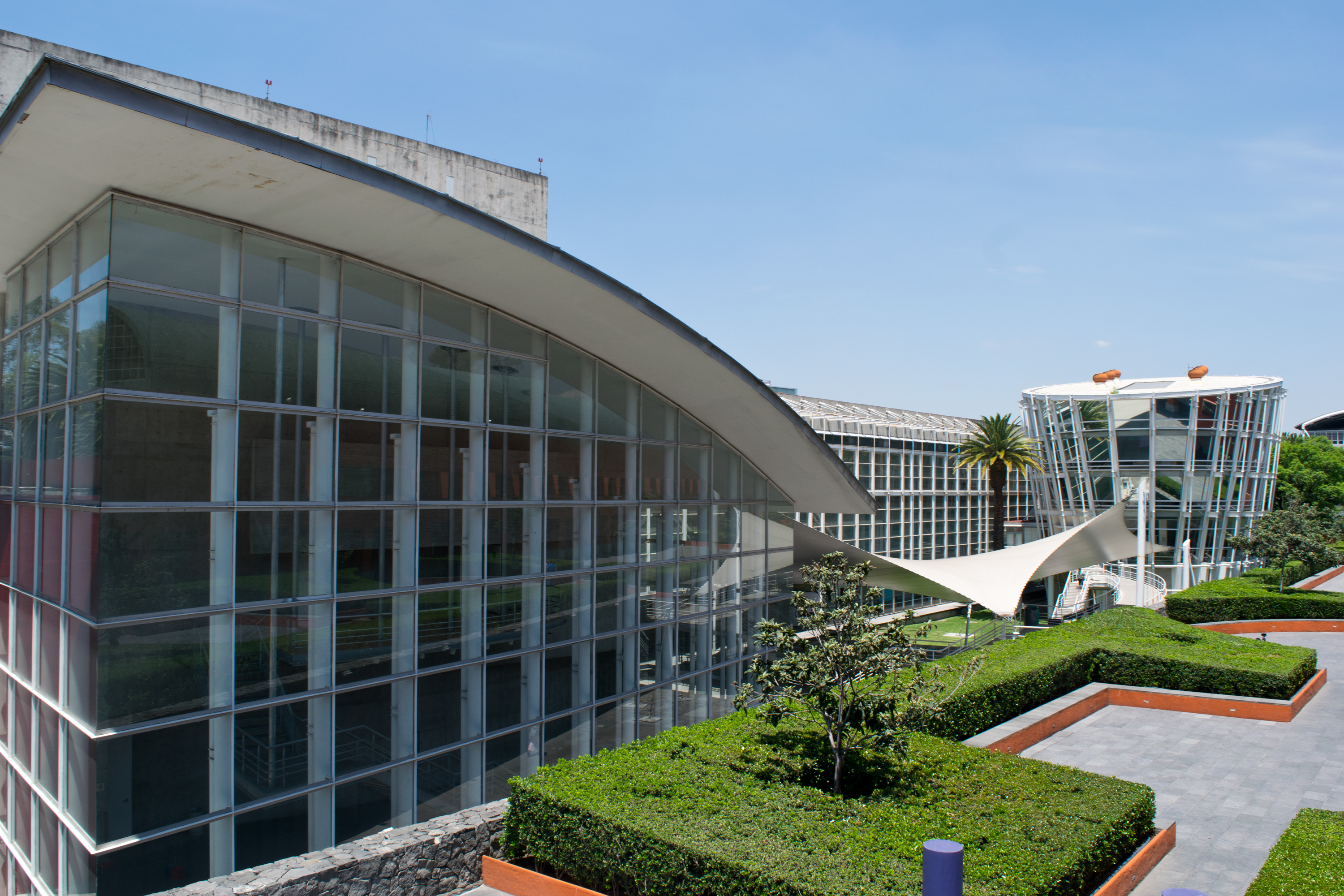
Das Centro Nacional de las Artes in Mexiko-Stadt war einer der Drehorte des Films

Martín Saracho, bekannt aus Fernsehserien wie La usurpadora, Der Club und Wer hat Sara ermordet?, spielt Sebastián, der schnell zum neuen Haupttänzer aufsteigt. Joan Kuri, bekannt aus der Fernsehserie La mexicana y el güero, spielt seinen Kollegen Arsenio, Mikael Lacko den neuen Choreografen der Tanzkompanie namens Mikael und Nova Coronel, die bereits in Briseños Kurzfilm Rotbart zu sehen war, Sebastiáns Vorgänger Luciano. Alejandra Cárdenas, die Alejandra spielt, ist unter anderem für die Hauptrolle in Pablo Auras Thriller Influencia bekannt.
Gedreht wurde in Mexiko-Stadt, unter anderem im Museo Universitario de Arte Contemporáneo, dem dort in der Nähe liegenden Tanztheater Sala Miguel Covarrubias, auf dem Gelände des Bosque de Chapultepec und im Centro Nacional de las Artes. Als Kameramann fungierte Ingmar Montes, der zuvor lediglich Kurzfilme und Musikvideos drehte.
Die Filmmusik komponierte Carlo Ayhllón.
Die Weltpremiere des Films ist am 13. Juni 2024 beim Festival Internacional de Cine en Guadalajara geplant.